# Гамбурзький вокзал – Музей сучасності (Берлін)
52°31′42″ пн. ш. 13°22′20″ сх. д. / 52.528333333333° пн. ш. 13.372222222222° сх. д.
Гамбурзький вокзал (нім. Hamburger Bahnhof) — будівля залізничного вокзалу в берлінському районі Моабіт, в даний час філія Нової національної галереї — Музей сучасності (нім. Museum der Gegenwart). У 2007 році музей відвідало 250 000 чоловік, і тим самим Гамбурзький вокзал — один з найбільш популярних музеїв сучасного мистецтва.
Будівля в стилі класицизму для головного вокзалу Берлінсько-Гамбурзької залізниці було побудовано в 1846 — 1847 роках за проектом її директора Фрідріха Нойхауза і архітектора Фердинанда Вільгельма Хольца. Це єдиний збережений в Берліні глухокутний вокзал і одна з найстаріших вокзальних будівель Німеччини, але як вокзал він більше не використовується. Гамбурзький вокзал розташований на північний схід від Центрального вокзалу Берліна (колишнього Лертського вокзалу) на вулиці Інваліденштрассе (нім. Invalidenstraße) в берлінському районі Моабіт в безпосередній близькості від будівлі клініки «Шаріте» і належить ріелторській компанії Vivico. Навколо вокзалу поступово з'являються інші численні установи культури.

## Будівництво

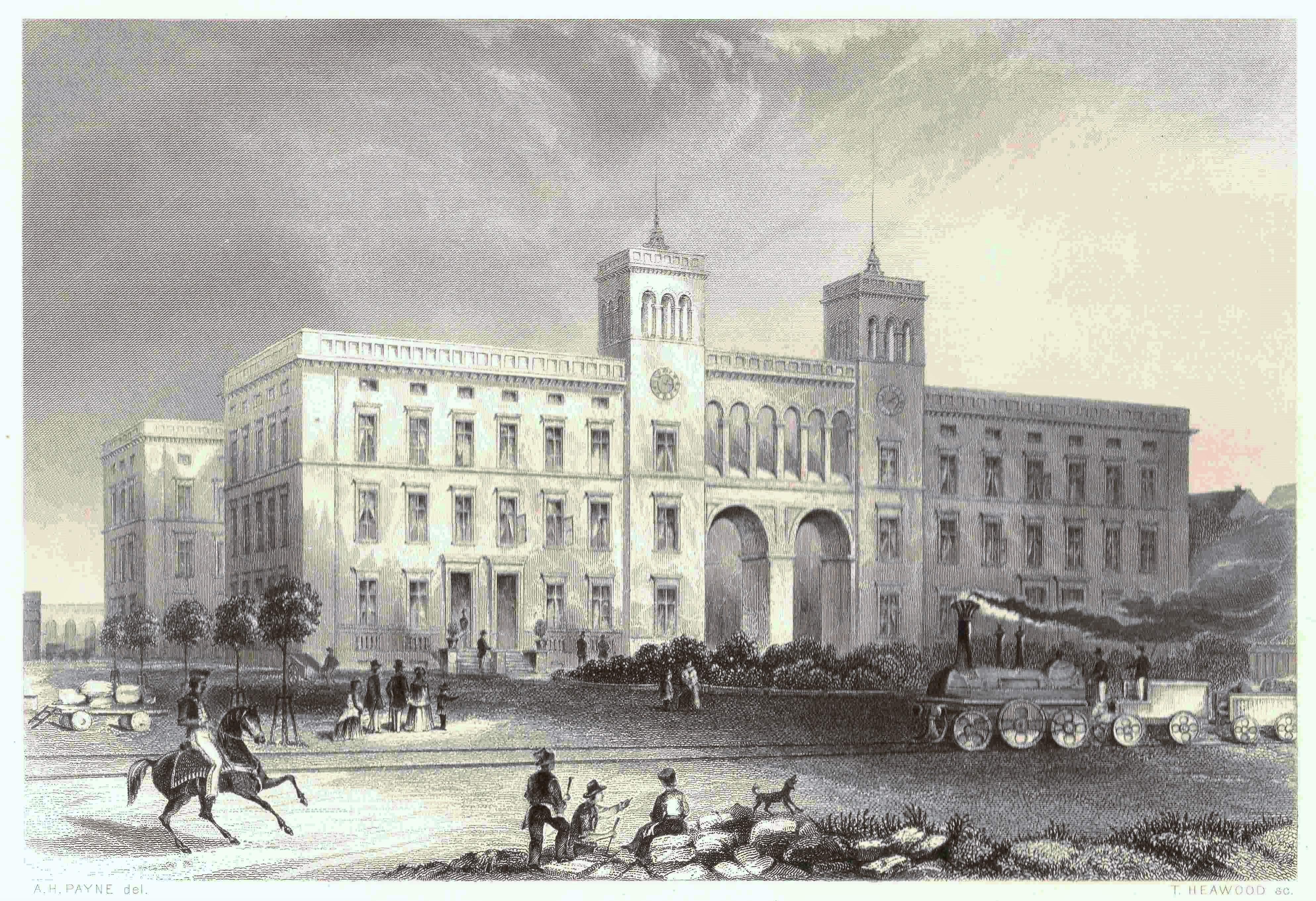
Гамбурзький вокзал. Приблизно 1850 рік. На передньому плані сполучна гілка залізниці на місці нинішніх трамвайних колій

Високі подвійні арочні ворота вокзалу служили для проїзду локомотивів, які розгорталися на поворотному колі, розташованому перед будівлею.
У 1851 році почалася експлуатація сполучної гілки між Гамбурзьким і Штеттинським вокзалами, а також іншими  вокзалами - Потсдамським, Анхальтським і Франкфуртським (називався згодом Сілезьким вокзалом).
У 1870 році для розвороту локомотивів на вокзалі було встановлено трансбордер, і ворота стали не потрібні. У тому ж році була демонтована сполучна гілка, що проходила по вулиці і заважала дорожньому руху.
У 1911 - 1916 роках до будівлі були збудовані два звернених до вулиці флігеля, що додали будівлі сучасний вигляд з відкритим двором перед фасадом.
Наступна реконструкція будівлі вокзалу, що перетворила вокзал в Музей сучасності, була проведена в 1990 - 1996 роках за проектом німецького архітектора Йозефа Пауля Клайхюса. Клайхюс є автором нової будівлі довжиною 80 м праворуч від основного залу.
Крім виставкових залів в будівлі колишнього вокзалу тут знаходяться книжковий магазин і ресторан, яким керує відома в Німеччині ведуча кулінарних програм Сара Вінер.

## Музей сучасності
В середині 1980-х років берлінський будівельний магнат Еріх Маркс запропонував місту свою приватну художню колекцію. У 1987 році сенат Західного Берліна ухвалив рішення про створення в будівлі колишнього вокзалу музею сучасного мистецтва. Фундація прусської культурної спадщини запропонувала фінансову підтримку. У конкурсі на проект з перебудови вокзалу, оголошеному сенатом в 1989 році, переміг архітектор Йозеф Пауль Клайхюс. У листопаді 1996 року Музей сучасності урочисто відкрився виставкою робіт художника і фотографа Зігмара Польке. У будівлі Гамбурзького вокзалу також розміщується медійний архів Йозефа Бойса.
В експозиції музею представлені роботи Йозефа Бойса, Ансельма Кіфера, Роя Ліхтенштейна, Річарда Лонга, Енді Воргола і Сая Твомблі з фондів Національної галереї і колекції Еріха Маркса. З 2004 року на правах тимчасового користування в експозиції музею демонструється художня колекція Фрідріха Крістіана Фліка, онука німецького промисловця Фрідріха Фліка, який зробив свої статки на військових поставках при нацистському режимі і засудженого Міжнародним військовим трибуналом на Нюрнберзькому процесі. Сумнівне походження коштів, на які була створена колекція, викликало неоднозначне ставлення до цієї виставки. Договір на тимчасове користування художніми цінностями з колекції Фліка був укладений до 2010 року. Однак уже на початку 2008 року Фрідріх Крістіан Флік передав в дар Музею сучасності 166 творів мистецтва зі своєї колекції. Фонд прусської культурної спадщини оцінив цей унікальний подарунок як найзначніше придбання за весь післявоєнний час.
У музеї також працюють змінні виставки сучасних художників.